# Bill Russo
William Joseph „Bill“ Russo, Jr. (* 25. Juni 1928 in Chicago, Illinois; † 11. Januar 2003 ebenda) war ein amerikanischer Jazzmusiker (Posaune, Piano), Komponist und Arrangeur.

## Leben und Wirken
Russo ging gemeinsam mit Lee Konitz auf die High School und studierte anschließend Jura. Er nahm von 1943 bis 1947 Privatstunden bei Lennie Tristano. Zunächst spielte er in den Gruppen von Billie Rogers und Clyde McCoy, bevor er 1947 das Ensemble Experiments in Jazz begründete. Zwischen 1950 und 1955 arbeitete er als Posaunist und Arrangeur für Stan Kenton, dessen Sound er in dieser Phase entscheidend mitprägte, wie auf dem Album New Concepts of Artistry in Rhythm von 1952. 1955 arbeitete er in Europa mit einem eigenen Quintett, zu dem Hans Koller und Kurt Edelhagen gehörten. Seit Mitte der 1950er war Russo zunehmend als Musikpädagoge tätig, zunächst an der Lenox School of Jazz, 1959 bis 1961 dann an der Manhattan School of Music. Daneben arbeitete er für lokale Gruppen, bevor er 1958 ein großes Orchester zusammenstellte.
Seit den frühen 1960ern konzentrierte sich Russo auf das Komponieren von symphonischen Werken, Opern und Ballettmusiken. Dabei kam es zu Projekten mit Leonard Bernstein, Yehudi Menuhin, Duke Ellington oder Dizzy Gillespie. Als Komponist nutzte er die Möglichkeiten des Third Stream und verwendete klassische Techniken im Jazz (z. B. Kontrapunktik, Übernahme großer Formmodelle) und Stilelemente des Jazz in Werken der Klassik. 1965 ging er ans Columbia College in Chicago als Leiter des Contemporary American Music Programm, wo er das zunächst bis 1968 bestehende und 1991 wiederbelebte Chicago Jazz Ensemble als eines der ersten Repertoire-Orchester im Jazzbereich gründete. Zwischen 1975 und 1979 unterbrach er seine Lehrtätigkeit, um für die Filmstudios zu arbeiten. 1990 beendete er seine Professorenzeit in Chicago. Einer seiner bekanntesten Kompositionsschüler ist der Filmkomponist John Barry.
Russo hat mehrere Lehrwerke verfasst, so Composing for Jazz Orchestra (Chicago 1961) und Jazz Composition and Orchestration (Chicago 1968).

## Diskografie
- Shelly Manne / Bill Russo: Deep People (Savoy MG 12045, 1951/52)[1]
- Bill Russo and the Hans Koller Quintet (Mod Records 1956; BMLP 06020)

## Auszeichnungen
Für sein Album Street Music erhielt er 1977 den Grand Prix du Disque; außerdem wurde ihm ein Grammy für sein Lebenswerk zuerkannt.